# Пецюкевич, Марьян
Марьян Язепович Пецюкевич (бел. Мар’ян Пецюкевіч, 24 сентября 1904 года, Тетерки, Дисненский уезд, Виленская губерния, Российская империя — 13 сентября 1983, Торунь, ПНР) — белорусский этнограф, общественный деятель, публицист, поэт.

## Биография
Марьян Пецюкевич родился 24 сентября 1904 года в деревне Тетерки Дисненского уезда Виленской губернии (ныне в Браславском районе Витебской области) в многодетной семье малоземельного крестьянина-католика.
До войны учился в русском народном училище в деревне Шавляны. После семи лет пришлось заниматься самообразованием, учиться в польских школах в имении Зайнова и деревне Зайнова, потом в городке Ёды, где учитель должен подготовить Марьяна к поступления в Дисненскую гимназию. Но юноша не прошёл испытаний. По совету священников Виктора Шутовича и Адама Станкевича в 1922 году Марьян поступил в Виленскую белорусскую гимназию.
Член Белорусского Студенческого Союза, Белорусского института экономики и культуры, Белорусского научного общества.
В 1926 году поступил в Белорусскую гимназию в Радошковичах и через год закончил её. После окончания юноша поступил в Карлов университет в Праге, но по дороге туда был задержан на границе и отослан в виленский 5-й полк легионеров. Через три месяца направлен в подофицерскую школу в Тешине, но оттуда вскоре был изгнан за распространение белорусской литературы и возвращен в полк.
Отслужив, в 1929 году сдал экзамен на аттестат зрелости при Государственной комиссии Виленской школьной куратории и был принят в виленский Университет Стефана Батория по специальности «история, этнография, этнология». В 1929—1931 годах был первым редактором журнала «Путь молодежи». В 1938 году Марьян Пецюкевич защитил магистерскую работу «Примитивные черты в материальной культуре старообрядцев Браславского уезда» и получил титул магистра философии в области этнографии и этнологии.
В 1939 году работал директором музея имени Ивана Луцкевича. После прихода советских властей работал директором библиотеки, вёл белорусские передачи на Виленском радио, работал в профсоюзе рабочих культуры Вильнюса. Когда Вильнюс отдали Литве, отказался переехать в Минск, тогда его сняли с должности директора библиотеки.
С началом войны почти всё время жил в деревне, у тестя и занимался сельским хозяйством. БНК пригласил Мариана на 5-месячные учительские курсы в Вильнюс, после которых он был назначен уездным инспектором просвещения в Ошмянах, а в 1944 году работал в Новавилейском медицинском институте.
1 января 1945 года Пецюкевича арестовали первый раз, и три с половиной месяца он содержался в Лукишской тюрьме. После 4 года жил с семьей в Няменчынцы под Вильнюсом. В 1948 году даже был избран депутатом Ажулавского сельсовета, но 27 марта 1949 года вновь арестован и депортирован вместе с семьей в Красноярский край. Там занимался пчеловодством. 31 июля 1952 года по постановлению Генпрокурора ЛетССР осужден на 25 лет и сослан в лагерь каторжан в Воркуту.
В 1956 году реабилитирован, приехал в Вильнюс, устроился работать учителем. Однако через полгода был уволен и уехал к семье в Щецин. В 1959 году по приглашению профессора Казимира Мошинского (под руководством которого он когда-то писал магистерскую работу) и профессора Марии Знамеровской—Пруферовай переехал работать в Отдел этнографии Торуньского музея. Чуть позже Марьян Пецюкевич стал инициатором создания самостоятельного Музея этнографии, где и работал до 1970 года.
До самой смерти сотрудничал с белорусами Белосточчины, Виленщины, писал статьи в различные газеты (в том числе в белостокскую «Ниву»), готовил свою монографию о родном селе Тетерки, которую не удалось закончить.
В 1980 году он перенёс тяжёлую операцию. В 1983 году умер.